# Livingroom Studios
O LivingRoom Studios é um estúdio de gravação situado em Oslo, Noruega. Iniciado em 1999 pelo produtor musical e compositor Espen Berg, Livingroom é uma das principais infra-estruturas de gravação musical da Noruega. Foi fundado por Espen Berg, Simon Eriksrud e George Tandero.

## Clientes
- Lady Gaga
- Donkeyboy
- Diana Vickers